# Fremantle Prison
Fremantle Prison är ett före detta fängelse beläget i The Terrace, Fremantle, i Western Australia. Det  60 000 m² stora området omfattar fängelse, porthus,  yttre murar, stugor, tunnlar och fångars konst.

Fängelset uppfördes av straffångar på 1850-talet och överfördes till det koloniala styret 1886 för att användas som anstalt för lokalt dömda fångar. Det stängdes som fängelse 1991 och återöppnades som en historisk anläggning. Det är idag ett museum, som drivs av Western Australia med turer dag som natt. Några turer omfattar information om de spöken som sägs finnas där. Det finns även turer för de översvämmade tunnlarna och akvedukterna under fängelset. 
Fängelset refereras även ibland som Fremantle Gaol.

## Historia

### Uppförandet

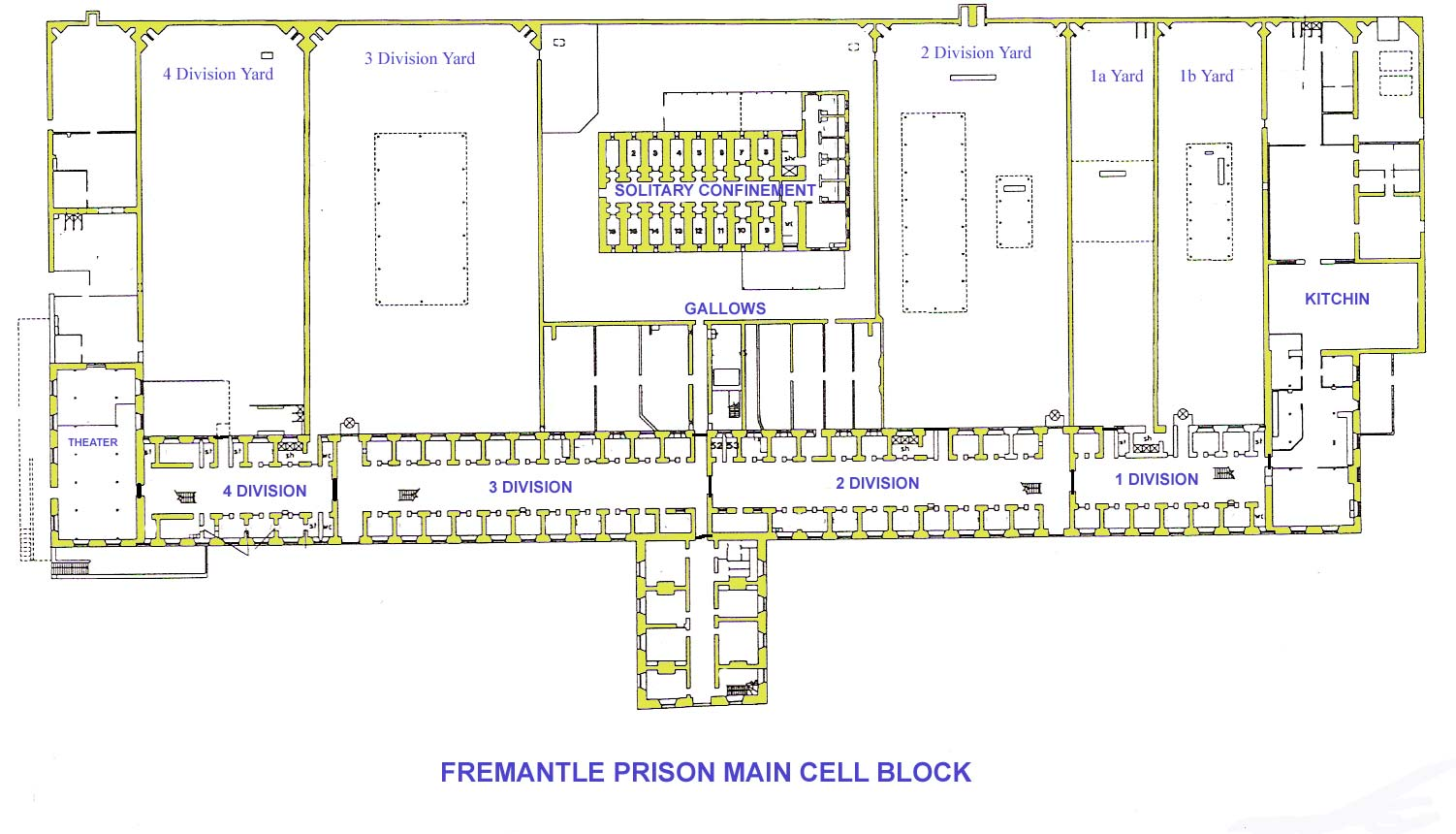
Centrala cellblockets interna struktur

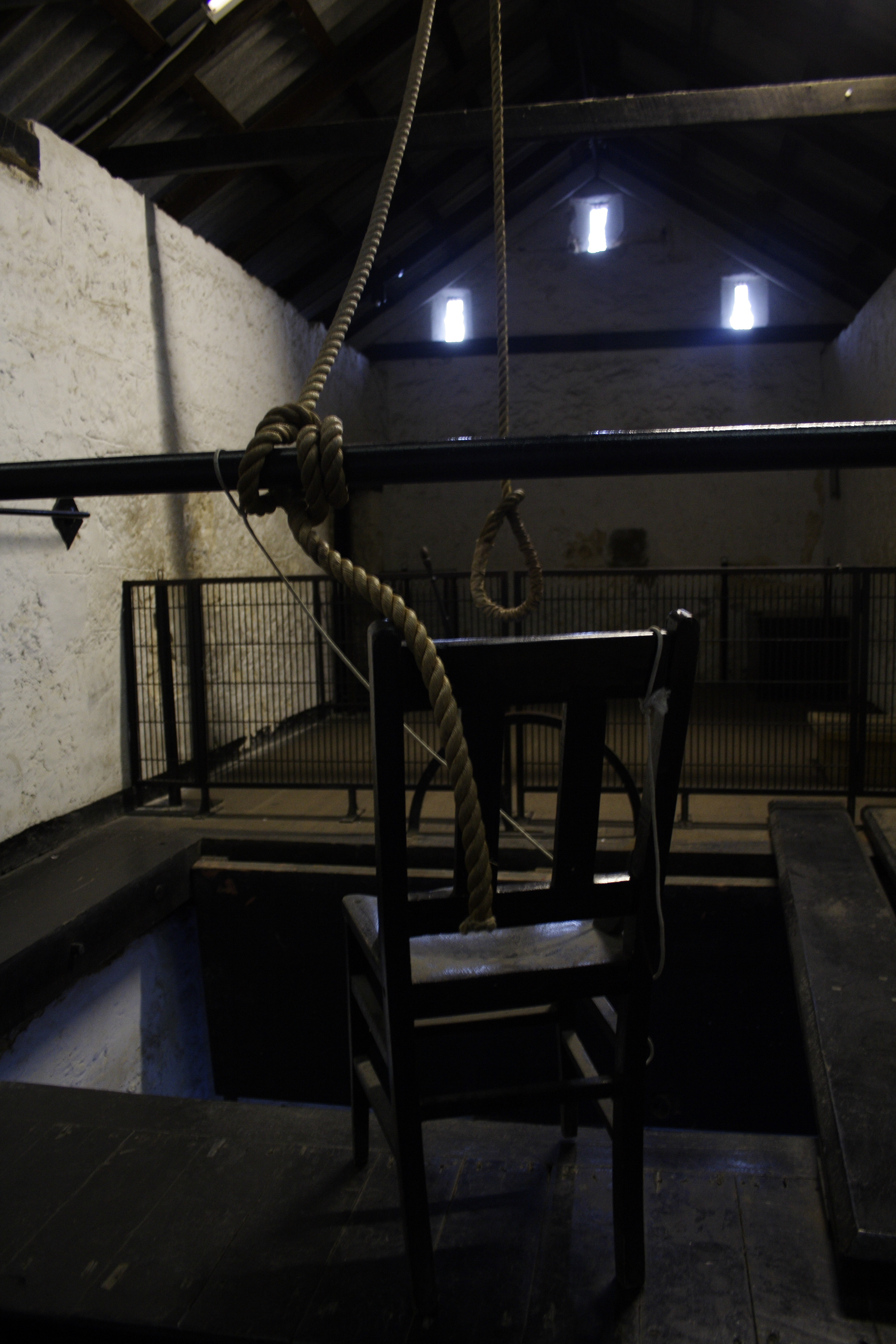
Galgen senast använd 1964

Fremantle Prison byggdes strax efter ankomsten av straffångarskeppet Scindian 1850. Swan River Colony anlades av fria bosättare 1829. 1849  ansökte bönder till det koloniala styret om att få skickliga straffångar sända från den brittiska regeringen. 
Första skeppet med 75 fångar ombord ankom till och med före ansökan hade nått fram. Edmund Henderson fann vid ankomsten att staden var oförberedd och arrangerade tillfällig logi för fångarna i hamnens stora lagerbyggnad (idag Espanade Hotel). Under Hendersons ledning, övervakade James Manning och Henry Wray byggandet av fängelset med användning av straffångar och sandsten som bröts på platsen. Byggandet inleddes 1851 och stod klart 1859. De första fångarna flyttade in 1855. Den ursprungliga indelningen av huvudblocket var baserad på Pentonville Prison i England.
Så snart fängelsets vingar, yttre murar och associerade byggnader stod klart, sattes fångarna ofta i grupper av hopkedjade straffångar för att arbeta med andra byggnationer omkring Perth, exempelvis Perths stadshusl och Fremantle Asylum. Under denna period hade fängelset namnet Convict Establishment, trots att det lokalt och informellt kallades Limestone Lodge.
1868, upphörde straffrätsliga transporter i Western Australia. Antalet transporterade straffångar minskade gradvis och fängelset lämnades över till det koloniala styret och bytte 1886 namn till Fremantle Prison.  Lokalt dömda manliga och kvinnliga fångar flyttade från Perth fängelse till platsen som blev det största fängelset i Western Australia. Transporterna hade redan 1853 upphört i andra kolonier. Det gamla fängelsebageriet omvandlades till kvinnofängelse för att ta sig an denna nya roll. Det hade upp till 60 kvinnor fram till 1970, då kvinnosektionen stängde och internerna överfördes till Bandyup Women's Prison, nordost om Perth. Den gamla kvinnosektionen blev därefter fångarnas bedömningscenter.

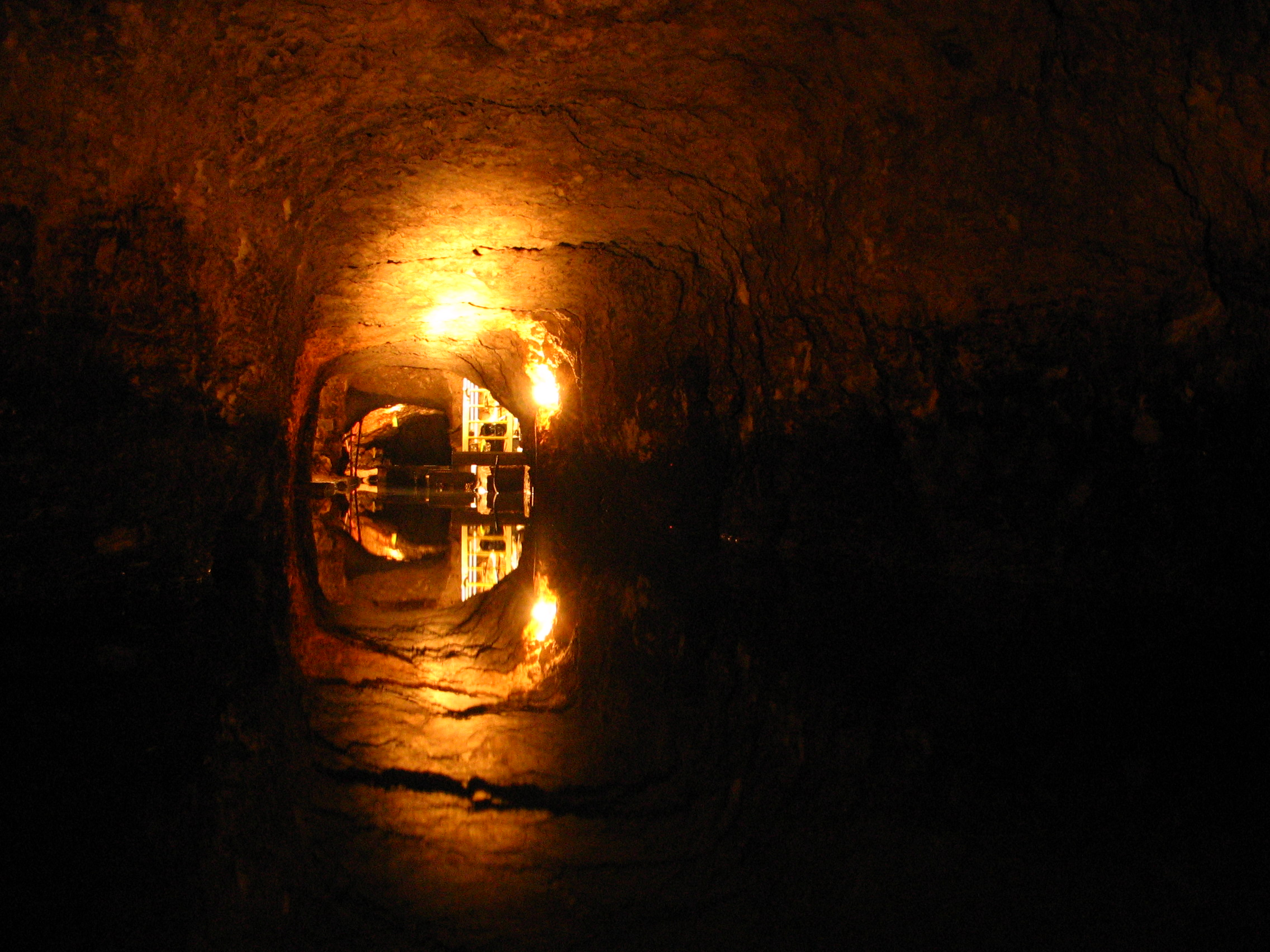
En tunnel i fängelset

Under uppförandet av byggnaderna, skapades sex djupa schakt ner i sandstengrundet öster om huvudbyggnaden för att tillgodose fångarna med dricksvatten från en sandstensakvifer. Vattenkvaliteten visade sig bättre än den i staden och fångarna pumpade snart med handkraft upp till 55 miljoner liter vatten per år från fängelsereservoarer till kolonin och till skepp förtöjda i den framväxande hamnen. 1888 installerades en ångmaskindriven pump som tog över jobbet. 1896, skapades en serie tunnlar 20 meter under fängelset för att skapa ett större område där vattnet kunde tas in. Arbetena genomfördes av fångarna under svåra förhållanden. Den tillgängliga tunnlarna går över 1000 meter, till 1910 behövdes inte tunnelsystemet och förslöts, och verktyg och byggnadselement lämnades på platsen. Tunneln blev föremål för många lokala myter.
1907, efter guldrusherna i Western Australia och den snabba befolkningstillväxten i området, utvidgades fängelset med byggandet av New Division i norr, byggd av entreprenörer med sten från stenbrott på Rottnest Island. På avdelningens gårdsplan, byggdes en panoptikon, med påverkan av Jeremy Benthams koncept. Området har även dödsceller.
Under Första och Andra världskriget, tog Australian Army över delar av fängelset och använde det som ett militärfängelse. Närliggande Rottnest Island användes också för att hålla fångar och krigsfångar under krigstiden.
Den sista som hängdes på Fremante Prison var seriemördaren Eric Edgar Cooke, som avrättades 1964.

Den 4 januari 1988, med rekordtemperaturer inomhus på 52.2°C, bröt ett fängelseuppror ut. Sjuttio fångar tog över avdelning fyra och tre samt tog 15 officerare som gisslan. Upproret ledde till en stor brand som skadade avdelning tre och fyra och orsakade skador för 1,8 miljoner australiska dollar.

### Stängning
Fremantle Prison stängde 8 november 1991. Fångarna flyttades över till Casuarina Prison omkring 30 km söder om Perth, som öppnade samma år. Casuarina Prison ersatte det 130 år gamla Fremantle Prison som delstatens viktigaste högsäkerhetsfängelse. Byggnaderna förblev under Department of Housing and Works och komplexet arrenderades under tio år ut till en bevarandegrupp, Fremantle Guardians, som framgångsrikt drev turer omkring byggnaderna. Efter att arrendeperioden upphörde 2001, tog delstaten åter över anläggningen och satte igång ett långtidsprojekt för att bevara den för framtiden.
Tunnelnätverket under fängelset öppnades för allmänheten 7 juni 2005.

### Prison operation

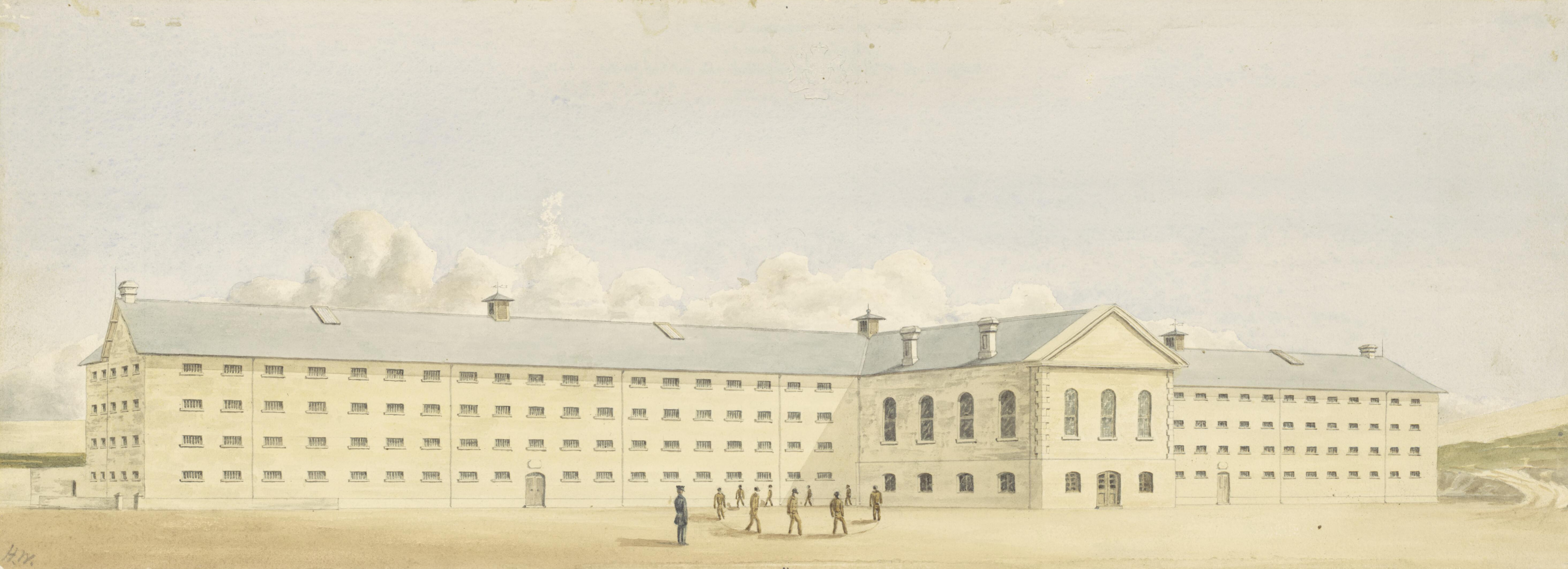
En vattenfärgsmålning från 1859 av Henry Wray (1824-1900)

Thomas Hill Dixon innehade positionen som Staffångarnas superintendent i nio år, och drev Fremantle Prison och systemet med straffångar. Tillsammans med Comptroller General Edmund Henderson, skapade han ett reformerande, humant straffångesystem för Western Australia. Han inrättade ett utbildningssystem för straffångar i handel och han anpassade Western Australias legala situation till marks system som användes av Alexander Maconochie i Norfolk Islands straffångesystem. Han var emot prygel och gynnade introduktionen av kvinnliga straffångar i Western Australia.
Cellstorleken ökades genom att slå ut inre väggen mellan två celler efter förändringar beslutade efter en statlig utredning som hölls på 1890-talet. Vid denna tid, delades fängelset upp i flera delar. I huvudblocket skapades fyra avdelningar (divisions):

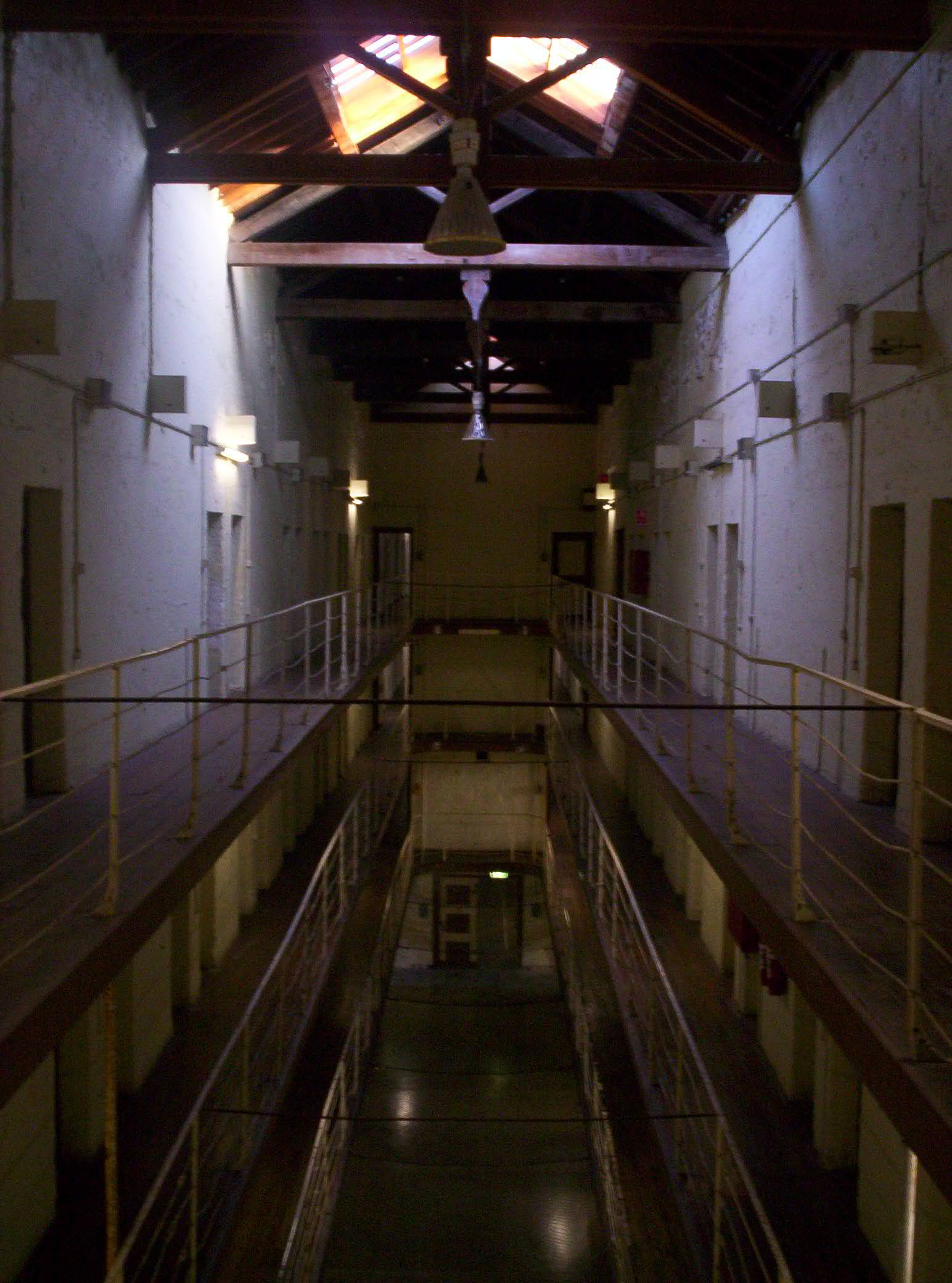
Tre avdelningar för våldsamma brottslingar

- One Division—Kortaare fängelsestraff, häkte, och (fram till 1970) ungdomar så unga som 13 år gamla.
- Two Division—Allvarliga brott utan våld.
- Three Division—Våldsamma brottslingar.
- Four Division—Mördare och män med långa fängelsestraff.

Huvudblocket har även isolering, galgar och två kyrkor.
Galgrummet var den enda legala avrättningsplatsen i Western Australia mellan 1888 och 1965. Här hängdes 43 män och kvinnor under perioden, den sista var Eric Edgar Cooke. Vid sidan om hängning, fanns prygel på gårdsplanen och isoleringscell som straff för mindre brott.
Michal Bosworth skriver att personalen ogillade att prygla och rapporterar i en lindring av prygel beordrad 1853, "då ingen kunde hittas att utföra straffet.". Den sista prygeln, skedde dock så sent som 1943.

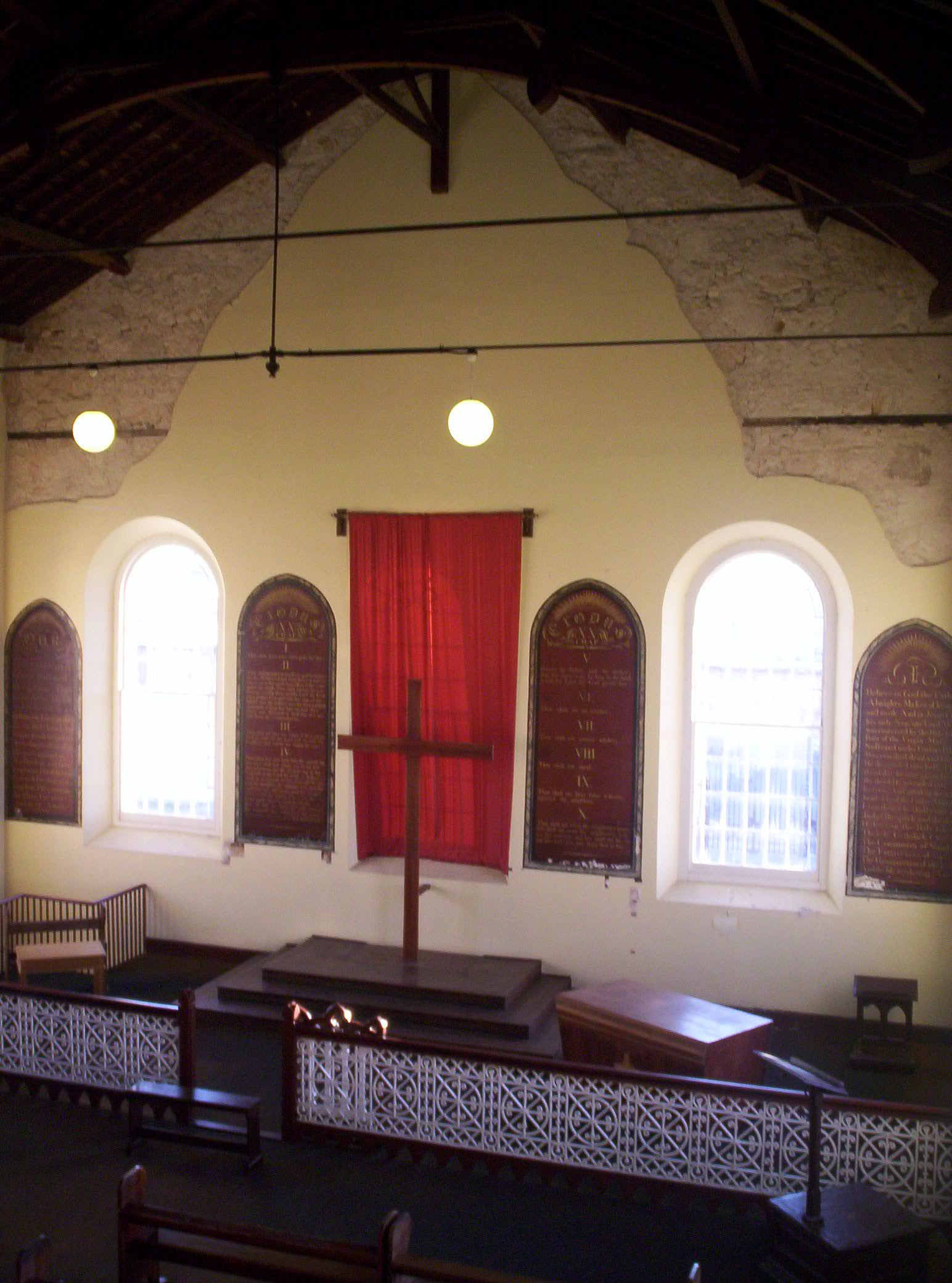
Altaret i den anglikanska kyrka

Fängelset har två kyrkor, ett protestantiskt och ett romersk-katolskt. Bakom det anglikanska kyrkans altare finns en målning med de tio budorden. Orden av de sex budorden använder den ovanliga översättningen "thou shalt do no murder" istället för "thou shalt not kill," den vanligare tolkningen i Engelska kyrkan.

## Restuarering och kulturskyddslistning

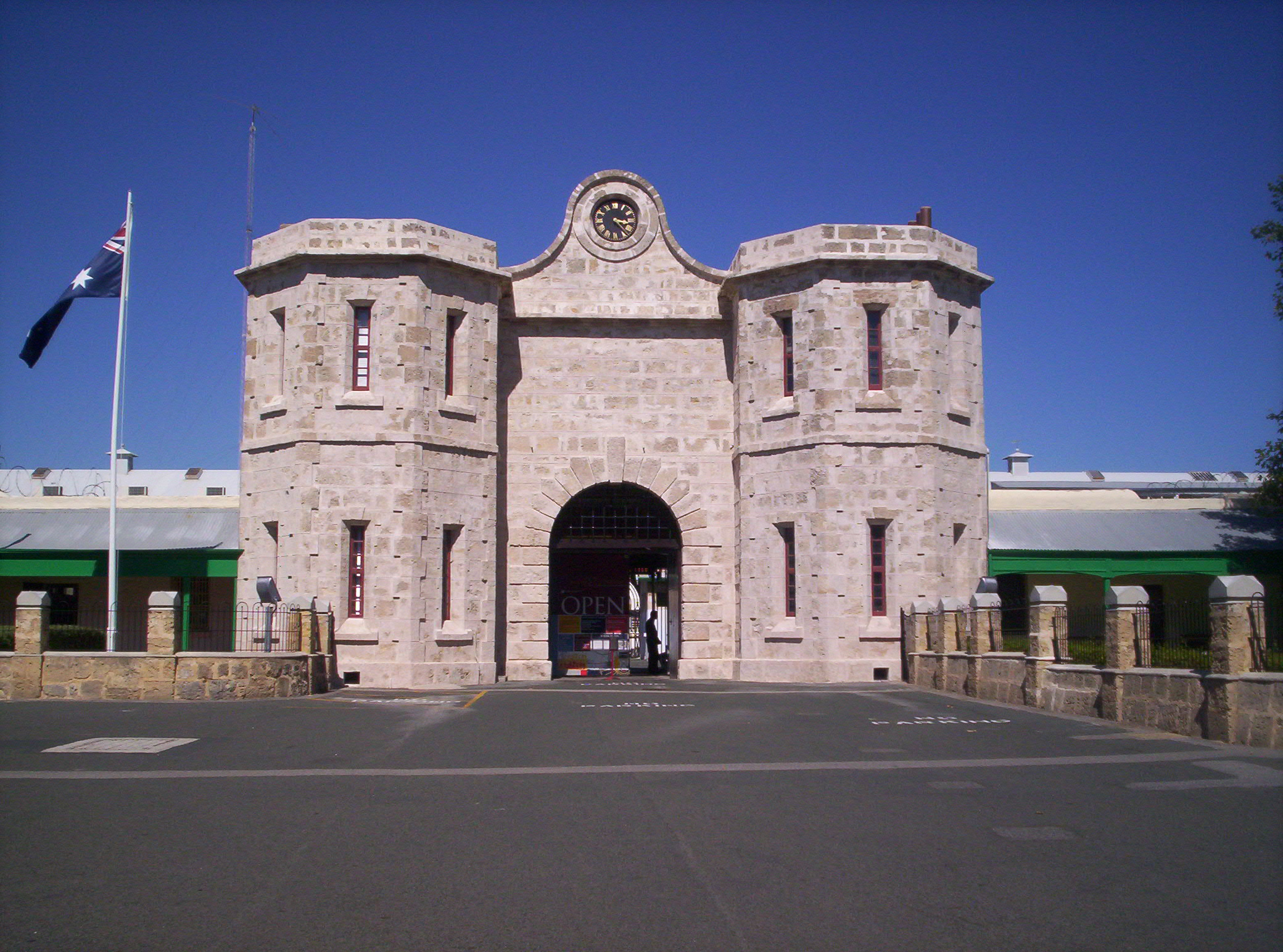
Fängelsets nyrestaurerade porthus

I augusti 2005, inleddes arbeten med att restaurera fängelsets porthusområde. Lågkvalitetbetongens stuck togs bort och den ursprungliga stenen avtäcktes i oktober 2005. Arbetet är början på en treårsplan att hejda byggnadernas förfall och bevara dem för framtiden.
Fremantle Prison är idag det bäst bevarade straffångefängelset i landet och blev den första byggnaden i Western Australie att listas på Australian National Heritage List. Australiens federala Heritage Minister, senatorn Ian Campbell, sade att det kunde inkluderas i en världsarvsnominering av elva olika straffångeområden.
Handlingsprogram dikterar att fängelset används för att gagna samhället utan att förstöra platsens struktur. Sedan 1992 har fängelset fungerat som ett kulturmuseum, och 2005 hade fängelset fler än 130 000 besökare. Det anglikanska kyrkan besöks för närvarande vid turer och används för vigslar; New Division används som ett Nyföretagarcentrum; i det gamla sjukhuset huserar idag Fremantle Children's Literature Centre; och kvinnofängelset är idag en konstskola.
Guidade turer går dagligen genom området. Fackelturer hålls även två gånger i veckan. Ramper finns för att ge funktionshindrade tillgång till fängelsets nedre plan, dock är några övre plan inte tillgängliga. Vid tunnelturer kan besökare gå och paddla genom tunnlar med båt. Besökare stiger 20 meter ned för ett antal vertikala stegar kopplade till klätterselar och behöver vara i någorlunda form. En souvenirshop och restaurang finns också. Fängelset är stängd Långfredagen och Juldagen.

## Fängelsekonst

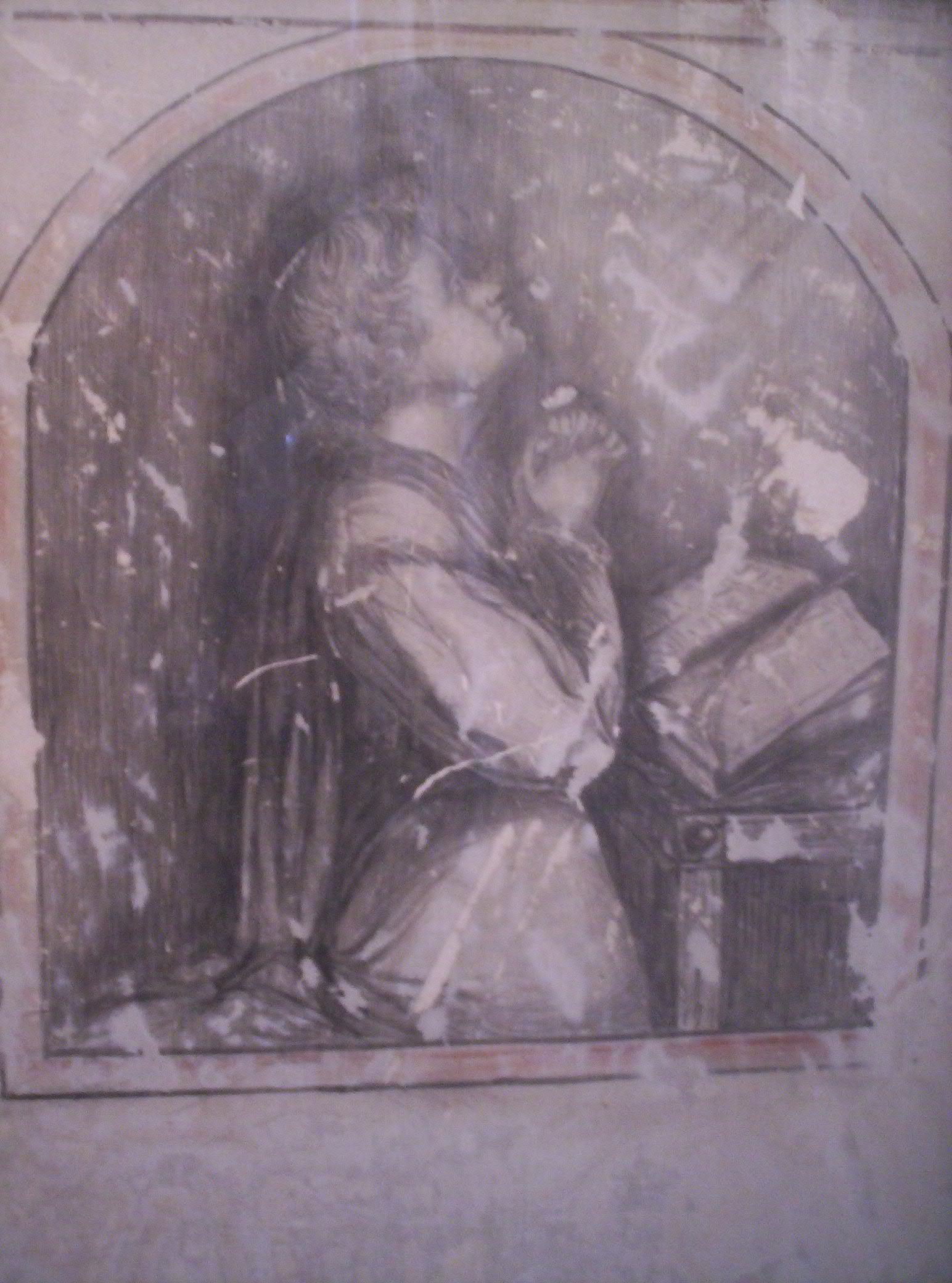
Exempel på teckningar hittade i James Walsh cell, E33 Div 4

Fängelsekonstgalleriet, ett gemensamt initiativ av Department of Justice och Department of Housing and Works, visar upp och säljer konstverk av nuvarande och tidigare fångar i Western Australia. Konstterapi har använts i fängelset för utbildning och rehabilitering.
Utöver detta avbildar många celler och områden i fängelset fångarnas konstverk, däribland 1800-talsförfalskaren James Walsh, vars konstverk gömdes under lager av kalkfärg i årtionden. Målningar och teckningar på väggarna var ursprungligen förbjudet, men regeln mjukades upp i särskilda fall där konst ansågs lugna våldsamma fångar, och var allmänt uppmjukade i slutet av anläggningens tid.
En fängelsekonstnär närmre vår tid var Dennis (NOZ) Nozworthy, som sade att han funnit konst i dödscellerna. Några av hans verk finns idag i Curtin Universitys, Perth Central TAFEs och WA Government, Department of Justice samlingar.
Andra celler har Aboriginska konstverk, flertalet gjorda av okänd konstnär. Walmajarrin och konstnären Jimmy Pike började måla i Fremantle prison, och har fått undervisning av Steve Culley och David Wroth.

## Kända fångar
- Brenden Abbott – "Vykortsbanditen"; rymde från fängelset 24 november 1989, genom att tillverka en fångvaktaruniform.
- Eric Edgar Cooke - Seriemördare, den sista som hängdes i Fremantle Prison (26 oktober 1964).
- Moondyne Joe - Bushranger - Famed escape artist.
- John Boyle O'Reilly - Politisk fånge tillhörande Fenian Brotherhodd.
- Martha Rendell - Sista kvinnan som hängdes i fängelset.
- Bon Scott - Före detta huvudsångar i rockbandet AC/DC[10].
- James Wilson - Irländsk nationalist.
- John Button - Avtjänade 5 år efter att blivit felaktigt dömd för dråp.

Andra fångar är bland andra medlemmar av Fenian Brotherhood. Sextiotvå Fenianer kom till Fremantle 1867. Många benådades under årens lopp, men 1876 lyckades sex rymma och med valbåten Catalpa över till New York i USA.

## STM Controversy
2010, hävdade en skribent för STM Magazine att fängelset skulle rivas på grund av att det är en plats där folk lidit nöd. Detta uttalande orsakade en allmänt ramaskri, där flera invånare i Fremantle skickade in arga insändare till The Sunday Times, tidningen som producerar STM, som sa motsatsen till det skribenten hävdade.